# Barbara De Luca
Barbara De Luca (Sarzana, 19 luglio 1975) è un'ex pallavolista italiana.
Giocava nel ruolo di schiacciatrice.

## Carriera
La carriera di Barbara De Luca comincia nel 1992 nella Pallavolo Sarzanese, in Serie C1. Nella stagione 1993-94 viene ingaggiata dal Volley Modena, esordendo in Serie A1: resta legata al club emiliano per tre annate vincendo due Coppe delle Coppe; in questo periodo fa parte delle nazionali giovanili italiane, aggiudicandosi con quella under 19 la medaglia d'argento al campionato europeo 1994, ed esordendo poi anche nella nazionale maggiore nello stesso anno.
Nella stagione 1996-97 è sempre in Serie A1, questa volta con la Gierre Roma Pallavolo, ottenendo il successo in Coppa CEV; nel 1997 ottiene le ultime convocazioni in nazionale. Dopo un'annata con la Virtus Reggio Calabria, si accasa per la stagione 1998-99 alla Romanelli Volley, in Serie A2: con il club di Firenze conquista la promozione nella massima divisione, dove gioca, vestendo la stessa maglia, per i due campionati successivi.
Resta in Serie A1 nella stagione 2001-02 con il Team Volley Imola, in quella 2002-03 e 2003-04 con il Vicenza Volley, in quella 2004-05 con il Giannino Pieralisi Volley di Jesi e in quella 2005-06 con l'Airone.
Nell'annata 2006-07 viene ingaggiata dal Sassuolo Volley, in serie cadetta, con cui vince la Coppa Italia di Serie A2 e conquista la promozione in Serie A1. Ritorna quindi nella massima divisione nazionale nella stagione 2007-08 vestendo la maglia del Santeramo Sport, mentre nella stagione successiva gioca per la Pallavolo Cesena.
Sempre in Serie A1, nella stagione 2009-10, passa alla Futura Volley Busto Arsizio con cui conquista la Coppa CEV: al termine del campionato si ritira dall'attività agonistica. Tuttavia al termine della stagione 2010-11 rientra in campo per disputare qualche partita con la Nuova Lega Pallavolo Sanremo, in Prima Divisione: al termine del campionato si ritira definitivamente.

## Palmarès

### Club
- Coppa delle Coppe: 2

1994-95, 1995-96
- Coppa CEV: 1

2009-10
- Coppa CEV: 1

1996-97
- Coppa Italia di Serie A2: 1

2006-07

### Nazionale (competizioni minori)
- Campionato europeo under 19 1994